# (21218) 1994 VP7
1994 في بي 7 (ويعرف أيضًا باسم (21218) 1994 في بي 7 وفق تسمية الكوكب الصغير) (بالإنجليزية: 1994 VP7)‏ هو كويكب ضمن حزام الكويكبات؛ وترتيبه 21218 من حيث الاكتشاف.
اكتُشف هذا الجُرم الفلكي بواسطة هيروشي كانيدا في 7 نوفمبر 1994.

## وصلات خارجية
- (21218) 1994 VP7 في قاعدة بيانات مختبر الدفع النفاث لأجرام النظام الشمسي الصغيرة

- الاكتشاف · مخطط المدار ·  العناصر المدارية · المعلمات المادية

- (21218) 1994 VP7 على موقع ويكي سكاي: DSS2, SDSS, GALEX, IRAS, Hydrogen α, X-Ray, Astrophoto, Sky Map, Articles and images